# Stedelijk Museum (Coevorden)
Het Stedelijk Museum is een museum in Coevorden. 
Het museum werd geopend in 1979 en was oorspronkelijk gevestigd in het kasteel van Coevorden, onder de naam Drenthe's Veste. Hierna werd het verhuisd naar de huidige locatie in Het Arsenaal, een monumentaal pand in het centrum van de vestingstad. In 2013 vond er een grondige verbouwing plaats. Voor de verbouwing trok het museum rond 3000 bezoekers per jaar, in het jaar na de verbouwing waren dat er 5600.
Het biedt een beeld over de geschiedenis van de vestingstad sinds de eerste burggraaf tot en met de huidige tijd, inclusief moderne kunst. De vaste collectie bestaat uit zeven maquettes, een uitgebreide collectie in een kastenwand met een lengte van 36 meter, geluidsopnames en animaties. Naast thematische zijn er wisselende tentoonstellingen te zien. In het verleden waren die bijvoorbeeld over de  geschiedenis van de Ganzenmarkt, de Eerste Wereldoorlog, oude prenten over Coevorden en muziek in Drenthe.
Het museum is gevestigd in Het Arsenaal, waarin ook de openbare bibliotheek, het toeristisch informatiepunt (TIP) en  de historische vereniging Stadt en Heerlickheydt zijn gevestigd. Het Arsenaal werd in het verleden gebruikt voor wapenopslag en opslag van handelswaar en goederen zoals graan, lijnolie en lijnzaadkoeken. Het kende in de geschiedenis verschillende namen: het Ammunitiehuys (begin 17e eeuw), het Magazijn (van de Generaliteit) en het Tuighuis. 
In 2024 werd de tentoonstelling Adios Españoles georganiseerd over het beleg van Coevorden in de Tachtigjarige Oorlog.

## Museumstukken

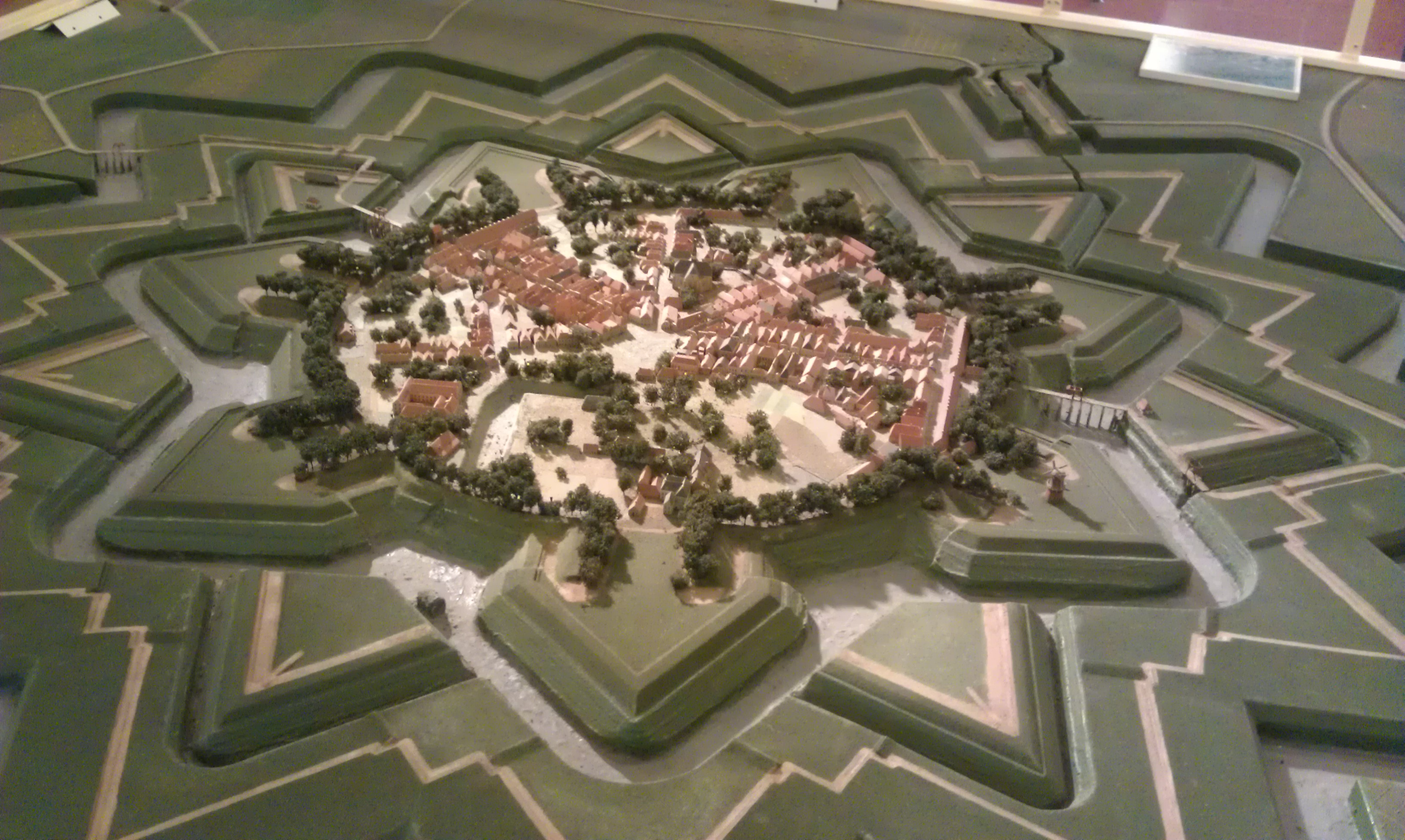
Maquette van Coevorden
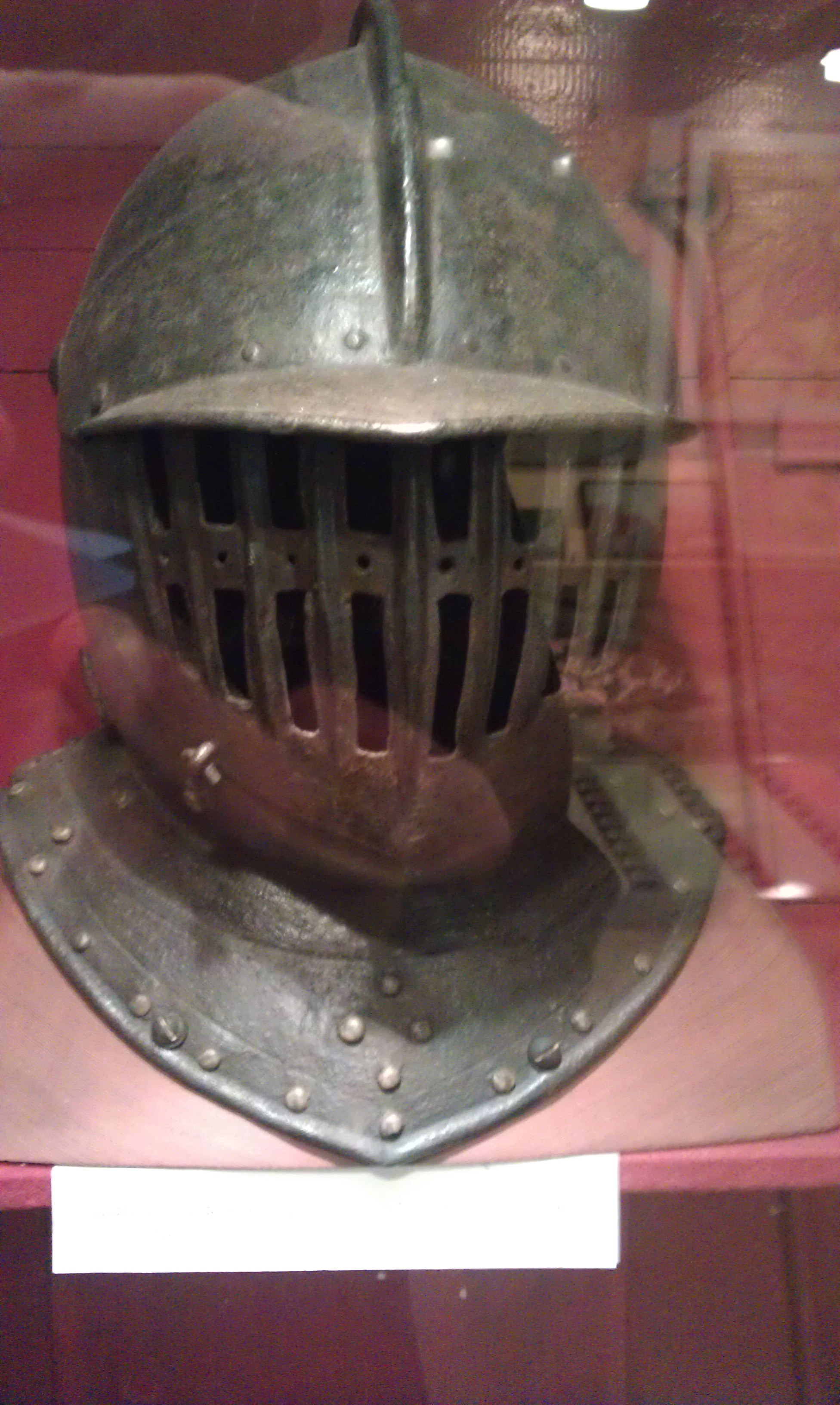
Helm van Carl von Rabenhaupt